# Broadway Line
De BMT Broadway Line, ook bekend als de Broadway Line, is een lijn (of beter gezegd traject) van de metro van New York. Het is een van de lijnen van de B Division. De lijn is aangelegd door de BMT en loopt van Lexington Avenue/59th Street in Manhattan zuidwaarts naar Whitehall Street-South Ferry. De route maakt deel uit van de lijnen N, Q, R en W.
De lijn is genoemd naar de straat waaronder hij loopt Broadway tussen Vesey Street en Seventh Avenue (Times Square). De twee local-sporen lopen langs de gehele lengte van de lijn tussen de twee kruisingen met de East River; de Montague Street Tunnel naar de Fourth Avenue Line in Brooklyn en de 60th Street Tunnel naar de Astoria Line en de 60th Street Tunnel Connection in Queens. De twee express-sporen lopen tussen de local-sporen van Canal Street en 57th Street. De express-sporen zwaaien af bij Canal Street en gaan dan richting Manhattan Bridge, en verder oostwaarts onder Central Park als de 63rd Street Line. Deze lijn is niet in gebruik maar wordt in de toekomst verbonden met de Second Avenue Subway).

## Stations
| Tijdtabel         | Betekenis         |
| ----------------- | ----------------- |
| Stopt alle tijden | Stopt alle tijden |

|                   | Station                        |  | Overstappunt |
| ----------------- | ------------------------------ |  | ------------ |
|                   | Manhattan                      |  |              |
| stopt alle tijden | Lexington Ave/59th Str         |  |              |
| stopt alle tijden | Fifth Ave/59th Str             |  |              |
|                   | Manhattan                      |  |              |
| stopt alle tijden | 57th Street-Seventh Ave        |  |              |
| stopt alle tijden | 49th Street                    |  |              |
| stopt alle tijden | Times Square-42nd Street       |  |              |
| stopt alle tijden | 34th Street-Herald Square      |  |              |
| stopt alle tijden | 28th Street                    |  |              |
| stopt alle tijden | 23rd Street                    |  |              |
| stopt alle tijden | 14th Street-Union Square       |  |              |
| stopt alle tijden | Eighth Street – NYU            |  |              |
| stopt alle tijden | Prince Street                  |  |              |
| stopt alle tijden | Canal Street                   |  |              |
|                   | Manhattan                      |  |              |
| stopt alle tijden | City Hall                      |  |              |
| stopt alle tijden | Cortlandt Street               |  |              |
| stopt alle tijden | Rector Street                  |  |              |
| stopt alle tijden | Whitehall Street – South Ferry |  |              |

 ·  ·  ·  ·  ·  ·  ·  ·  · 